# Santa Creu de Rodes
El despoblat de Santa Creu de Rodes és un nucli de població abandonat que es troba al municipi del Port de la Selva (Alt Empordà). És al sud-oest de la població, al vessant de llevant de la muntanya de la Verdera, dins la Serra de Roda, a un quilòmetre de distància del monestir de Sant Pere de Rodes i al costat de l'església de Santa Helena. És una obra que forma part de l'Inventari del Patrimoni Arquitectònic de Catalunya.
És un poble medieval abandonat format per les restes dels habitatges, dues torres i l'església, l'únic edifici del nucli que es manté dempeus. El nucli presenta una planta allargada que s'estén a les bandes de ponent i tramuntana de l'església. Era travessat per un camí empedrat que enllaçava dues torres situades als accessos al poble, ubicats a tramuntana i migdia del nucli. Ambdues torres, de planta quadrangular, feien la funció de portal i tenien el mur oposat al d'entrada obert. El portal de tramuntana, més ben conservat que el de migdia, està format per dos arcs de mig punt bastits amb lloses de pedra treballades, amb l'espai per al rastell al mig.
El passadís interior té una volta de canó damunt de la qual hi havia un pis. La torre conserva tres espitlleres a la part superior del mur de tramuntana, damunt del portal, i sis més al mur de ponent, tres a la planta baixa i tres més al nivell superior. A la part inferior del mur de llevant n'hi ha una altra. Actualment, la torre presenta el coronament rehabilitat. El portal de migdia, força malmès tot i que consolidat, conserva la façana exterior i parts dels paraments de llevant i ponent. L'arc exterior és de mig punt mentre que l'interior només es conserva parcialment, i també s'ha perdut la volta. S'ha conservat una única espitllera al mur de ponent de l'estructura, vora el portal.
Els murs conservats corresponents als habitatges que integraven el nucli es localitzen al llarg del carrer central, per la banda de ponent, i a llevant del portal de migdia. La zona delimitada entre aquesta via i l'església de Santa Helena podria correspondre a una possible plaça. Les estructures conservades mantenen una alçada aproximada d'uns dos metres. Es tracta de grans edificis força compartimentats, amb estances quadrangulars i distribuïts en dos pisos que formen un conjunt edificat molt compacte. Tot indica que el poble estava tancat per un mur que apareix clarament per la banda de tramuntana i probablement també a ponent del nucli. En general, la construcció del poble està bastida amb pedres de llicorella de mida petita sense treballar, disposades formant filades irregulars.
Fora d'aquest nucli trobem restes de construccions aïllades, situades al nord-est de l'església i a la banda de tramuntana del poblat.

## Història
L'església de Santa Creu de Roda és confirmada com a domini de la propera abadia de Sant Pere de Roda en una epístola del papa Benet VI de l'any 974; hi torna a ésser confirmada per un precepte reial de Lotari del 982 i per una epístola del papa Joan XV del 990. El juliol del 1097 l'abat Ramon Juicard signà un acord amb el comte d'Empúries que posava fi a les disputes sobre les jurisdiccions de l'església i lloc de Sta. Creu de Rodes; el comte reconeixia que pertanyia a l'abat i prometé no usurpar-la més. L'any 1113 es consagrà l'església. El novembre del 1336 l'abat Ramon establí a Bartomeu Perich la notaria de la muntanya de Sant Pere de Rodes amb l'obligació de residir "in loco Sancte Crucis", la qual cosa demostra que aleshores encara era el poblat més important de la contrada per a la comunitat.
Hom ha escrit que durant els segles XIV i XV assoleixen gran importància els seus mercats als quals s'apleguen els habitants de les poblacions de la rodalia. Tanmateix la seva decadència potser tingué un inici, o almenys un precedent, en la gran Pesta Negra de l'any 1345, quan sabem que moriren 24 monjos del proper cenobi. S'ha dit també que la població ja havia minvat al segle xiii degut als atacs dels pirates i, segons una vella tradició, molts dels seus habitants participaren en la conquesta de Mallorca i s'hi establiren; hom creu que el barri de Santa Creu de la Ciutat de Mallorca, on hi ha una església dedicada a Santa Helena, fou fundat per la gent de Santa Creu de Rodes. Aquesta versió consta en el memorial que l'any 1780 els veïns del Port de la Selva dirigiren el rei demanant el títol de Vila Reial i també a l'obra del viatger F. De Zamora que visità aquesta rodalia el 1790.
L'any 1455 l'església de Santa Creu era servida per tres capellans i s'hi havia aplegat una comunitat de donats, però en canvi el 1572 l'església de la Santa Creu va deixar de fer les funcions parroquials i esdevingué sufragània de la de Sant Esteve de Mata a la Selva de Mar. En aquest moment no hi devia viure ningú al poble. Tot i això, l'abat Pere Joan Desgüell va impulsar la repoblació d'aquest nucli al segle xviii, obligant els habitants de Port de la Selva i de la Vall de la Santa Creu a presenciar les misses i ser enterrats en aquesta vella església parroquial, però no va reeixir. L'any 1623 l'abat intentava refer la vida del poblat obligant als habitants de la rodalia d'acudir-hi per als afers religiosos. Quan el poble queda del tot deshabitat l'església es convertí en santuari de Santa Helena; s'hi celebrà el darrer aplec del 3 de maig l'any 1880.
Les darreres intervencions arqueològiques realitzades han fet possible la confirmació de l'existència d'un poblat medieval d'entre els segles XI i XVI, i d'una necròpolis datada entre el VIII i el IX. En una de les habitacions de les cases s'hi descobrí una tomba medieval de lloses i una sitja excavada a la roca, encara visible. A les excavacions fetes l'any 2007 es va documentar, en una casa de la plaça, part de la necròpolis datada entre els segles VIII-IX i excavada a la roca. Es documentaren cinc tombes antropomòrfiques, en males condicions i amb poques restes òssies, suposadament per la construcció de les cases del poblat que les van malmetre. En el mateix habitatge es van trobar estris per a la vida quotidiana com una aixada, una sivella de cinturó i fragments de ceràmica.